# Barrage de Tichy-Haf
Le barrage de Tichy-Haf est un barrage poids-voûte algérien situé dans le village de Mahfouda, commune de Bouhamza sur le territoire des Aït Aïdel, dans la wilaya de Béjaïa dans la région de Kabylie en Algérie.

## Présentation
Sa réalisation a débuté dans la fin des années 1990 par l'entreprise Hydrotchnika (Ex-Yougoslavie) mais elle a connu beaucoup de retard mais réalisé en grande partie par Cosider Travaux Publics. Mis en service en 2009, le barrage de Tichy-Haf produit 47 millions de mètres cubes par an destinés à l'alimentation en eau potable du couloir Akbou-Béjaia et 43 millions de mètres cubes par an pour l’irrigation. Il est composé essentiellement de quatre ouvrages, à savoir un barrage-voûte de 90 mètres de hauteur et d’une capacité de 80 millions de mètres cubes ; une station de traitement d’une capacité de 120 000 mètres cubes par jour ; une conduite d’eau traitée en B.P.A.T d’une longueur de 70 km et des réservoirs de stockage d’une capacité totale de 42 000 m3.
Le barrage est réceptionné en 2008[réf. nécessaire]. L'eau du barrage servira à l'irrigation des terrains agricoles ainsi qu'à l'approvisionnement des populations[réf. nécessaire] de la wilaya de Béjaïa ainsi que celle des Wilaya limitrophes. Le raccordement des populations concernées en eau potable se poursuit toujours.